# Río Yariapo
El río Yariapo es un río amazónico del departamento de La Paz, Bolivia, tiene una longitud de 50 km hasta su desembocadura en el río Tuichi. Pertenece a la cuenca del Amazonas. Su curso pasa cerca del lago Chalalán y el lago Santa Rosa cerca de su desembocadura.